# 四川美术学院站
四川美术学院站是位于中华人民共和国重庆市九龙坡区的重庆轨道交通18号线车站，车站编号18/08，2023年12月28日随18号线一期建成启用。